# Mitropa Cup
Mitropa Cup – cykl zawodów żużlowych, organizowany w latach 1992–2004.

## Historia
W pucharze uczestniczyli zawodnicy z krajów Europy Środkowej. Na podobnej zasadzie w latach 1968–1988 odbywał się Puchar Dunaju, w którym uczestniczyły Austria, Czechosłowacja, Jugosławia i Węgry.
Pierwszy sezon rozegrano w 1992 roku, a uczestniczyły w nim Austria, Czechosłowacja, Słowenia, Węgry i Włochy. Rozegrano wówczas cztery mecze, a zwyciężyła Czechosłowacja. W 1993 roku, po wycofaniu się Czech w trakcie sezonu, wygrała Austria, natomiast w sezonie 1994 triumfowały Węgry. W roku 1995 zadebiutowała Chorwacja, która zastąpiła Włochy, które ponownie uczestniczyły w Pucharze Mitropa od sezonu 1996. W roku 1997 po raz pierwszy uczestniczyła Słowacja, ponadto po kilkuletniej przerwie powróciły Czechy. Po wycofaniu się drużyn Chorwacji i Włoch w sezonie 2000, rok później zadebiutowała drużyna Polski, natomiast od 2002 roku startowała również drużyna Niemiec. Od sezonu 2003 drużyny były reprezentowane przez kluby żużlowe, wśród których znajdowały się First Team Lonigo, Simon&Wolf Debreczyn czy Unia Leszno. Zawody organizowano do 2004 roku.